# Frare de Buru
El frare de Buru (Philemon moluccensis) és un ocell de la família dels melifàgids (Meliphagidae).

## Hàbitat i distribució
Habita el medi forestal de l'illa de Buru.